# تفجيرا أنقرة 2015
تفجيرا أنقرة 2015 هما تفجيران انتحاريان وقعا تحت جسر يؤدي إلى محطة قطارات أنقرة في حي أولوص في العاصمة التركية أنقرة في حوالي الساعة 10:4 بتوقيت تركيا في يوم 10 أكتوبر 2015. ووفقًا للإعلان الذي قام به حزب الشعوب الديمقراطي فإن عدد القتلى النهائي 128 شخص. فيما بلغ عدد المصابين إلى 508 منهم 65 حالتهم خطيرة. ولم تعلن أي جهة مسؤوليتها عن الحادث حتى الآن.
نظم اتحاد نقابات العمال التقدمي تركيا واتحاد نقابات العمال العامة واتحاد الأطباء الأتراك واتحاد غرف المهندسين والمهندسين المعماريين الأتراك وحزب الشعوب الديمقراطي ومعهم عدد كبير من منظمات المدني مسيرة سلام في 10 أكتوبر. إلا أنه قد وقع تفجيرين على الأقل في مفترق طرق محطة القطار حيث يتواجد مواكب المحتشدين المتقدمين إلى التقاطع قبل بدأ المسيرة. وبعد التفجير وصلت عربات الشرطة قبل سيارات الإسعاف. وقد احتج المتظاهرون الذين يريدون إخراج المصابين من الميدان على منع الشرطة لهم. وقد ردت الشرطة على تلك المجموعات بخراطيم الماء وقنابل الغاز المسيلة للدموع.
بعد التفجير قام المجلس الأعلى للإذاعة والتلفزيون بحظر النشر مؤقتا، وكذلك إغلاق بعض مواقع التواصل الإجتماعي كفيس بوك وتويتر.
وقد أرسل الرئيس الروسي فلاديمير بوتين برقية تعزيه إلى نظيره التركي، كما أدانت الولايات المتحدة الحادث.

## الخلفية
في يوليو 2015 اعترض نواب حزب الشعوب الديمقراطي وحزب الشعب الجمهوري ومعهم بعض الاتحادات والنقابات والجمعيات على تدخل حكومة أحمد داوود أوغلو الأولى في الحرب الدائرة في سوريا، وظهر تجمع كتلة السلام. واعتبارا من هذا التاريخ قامت تلك المجموعة بتنظيم التظاهرات والمسيرات والتجمعات المتنوعة اعتراضا على الحرب. حتى وصلوا إلى شهر أكتوبر وأعلنوا عن تنظيم مسيرة «العيش السلام الديمقراطية» في 10 أكتوبر أما محطة قطار أنقرة، وقد دعت مجموعة السلام المكونة من نقابات العمال التقدمي تركيا واتحاد نقابات العمال العامة واتحاد الأطباء الأتراك واتحاد غرف المهندسين والمهندسين المعماريين الأتراك وحزب الشعوب الديمقراطي ومعهم عدد كبير من منظمات المدني إلى الانضمام إلى تلك التظاهرة.

## التفجير
انضم إلى مسيرة «العيش السلام الديمقراطية» العديد من الأشخاص من مختلف أنحاء تركيا. وقد قرر المتظاهرون التجمع أمام محطة قطار أنقرة قبل التوجه بالمسيرة إلى ميدان صِحيَّة في أنقرة. وبعد أن اكتظ المكان بالمتظاهرين وبالتحديد في الساعة العاشرة وأربع دقائق وخمس عشرة ثانية وقع تفجيرين وسط المتظاهرين. وقد وقع التفجير على التحديد في بين إشارتي مرور في النفق السفلي أمام محطة القطار في المكان الذي توجد فيه لافتات حزب العمل وحزب الشعوب الديمقراطي واتحاد الشباب الاشتراكي. وقد أعلن سري سورييا أوندر من حزب الشعوب التركي أن قوة هذا التفجير لا يمكن أن يكون ناتجا عن انفجارين فقط بل ثلاث تفجيرات. ووفقا للتصريحات الرسمية فقد نتج عن هذا الانفجار وفاة ما يقرب من 97 شخص وإصاية 508 شخص بينهم 65 شخص حالتهم خطيرة. بينما قال المنظمون للمسيرة أن عدد القتلي 97 شخص بينما المصابين 400 شخص.

## التنظيمات المشتبه بها
أعلن حزب الشعوب الديمقراطي الكردي أن أعضاءه كانوا مستهدفين بشكل خاص في هذا الهجوم الإرهابي، مشيرا إلى أن الانفجارين وقعا وسط موكب الحزب. لم توجه السلطات التركية في تفجيرا أنقرة اتهاما محددا حتى الآن لأي جهة، ورأى الرئيس التركي رجب طيب أردوغان أن الهدف منه هو «الإيقاع بين أجزاء المجتمع المختلفة، لذلك على الجميع أن يتصرف بمسؤولية وحذر، وأنا أدعو الجميع إلى الوقوف في وجه الإرهاب وليس إلى جانبه». أما رئيس الوزراء التركي أحمد داوود أوغلوا فقد أشار بإصبع الاتهام إلى ثلاث تنظيمات هي داعش وحزب العمال الكردستاني وجبهة حزب التحرير الشعبي الثوري.

## ردود الفعل

### ردود الفعل المحلية
- حزب العدالة والتنمية أعلن أحمد داوود أغلو رئيس الحكومة التركية ورئيس حزب العدالة والتنمية إلغاء جولات الحزب الانتخابية لمدة 3 أيام، وكذلك أعلن الحداد لمدة 3 أيام.[13] وقال وزير شئون الغابة والماء فيصل أر اوغلو أن مثل هذه التفجيرات وبالأخص في فترة الإنتخابات الغرض منها افساد العملية والفوضى. وقد تم القيام بمثل تلك العمليات قبل الانتخابات في المرة السابقة في ديار بكر، ليظهروا في دور المغدورين وإثارة البلبلة. لقد شاهدنا مثل هذا الفيلم من قبل. وشاهدناه في مكان أخر، وادعى أن من قام بالتفجير هم أشخاص من داخل المنظمين للمسيرة.[14] فيما صرح وزير الصحة محمد مزين أوغلو بأنه شئ صعب جدا، والعزاء لتركيا. ينبغي أن نتحد جميعا لمواجهة هذا الإرهاب وافساد مثل هذه الألاعيب.[15] بينما وزير الداخلية سلامي ألتنوك أن التفجير لم ينتج عن ضعف أمني.[16]
- حزب الشعب الجمهوري صرح بأن ألغى برنامج الحزب الدعائي للانتخابات في اليوم الذي وقع فيه التفجير. وقال الرئيس العام للحزب كمال قلجدار أوغلي نحن متحدون ضد أي ارهاب. بينما قالت ادراة الحزب المركزية أنها تطلب التحقيق في الضعف الكبير الموجود في مؤسسات الأمن والاستخبارات. ونطلب أيضا استقالة كل السياسين وان كانت متأخرة بسبب هذا الإهمال.[17]
- حزب الشعوب الديمقراطي قال صلاح الدين دميرطاش الرئيس المشارك للحزب بأن هذا وضع مأساوي، والقتل ينتشر، وكأنه قتل متسلسل نحن ضد مفهوم الدولة الذي بهذا الشكل، إنهم يحاولون أن يجعلوا المجتمع أسرى في أيديهم. سنعبر هذه الأيام بالمقاومة رافعين رؤسانا ضد الظلم، إلا أننا سنحابهم على ذلك قانونيا. وأعلن أن الفاعل هي الدولة.[18] فيما توجه نائي الحزب البرلماني أرطغرل كوركتشو إلى المجتمعين في قصر الرئاسة لأجل السلام، واتهم القصر بأنه المسئول عن هذا التفجير، وقال سوف نحسابهم على ذلك بكل تأكيد. كما اتهم رئيس الجمهورية رجب طيب أردوغان.[19]
- حزب الحركة القومية قال دفلت بهجلي الرئيس العام للحزب أن تركيا تدفع ثمن تعاطف حزب العدالة والتنمية ونظراتها الدافئة وانحيازه للأطراف غير القومية في سياسته الخارجية. وقال بأنه يجب محاسبة مؤسسات الأمن والأستخبارات التي كانت بدون علم عن مثل تلك التفجيرات حتى وصلت إلى العاصمة. وقد قام الحزب بتأجيل فعاليته التي كانت ستحدث في 11 أكتوبر في ميدان جون دوغدو في ازمير.[20] بينما قال مصطفى كلاجي نائب الأمين العام في البداية أريد أن أسأل عن هذا، ماذا تفعل وحدات الإستخبارات؟ هل همهم الوحيد هو القصر؟ تعلمون أن قد وقع تفجير في سروج، إلى الآن لم يتم توضيح الفاعل وكيف قام به، وأكد على أن الفاعل هو الأمن.[21]
- اتخذ اتحاد نقابات العمال التقدمي تركيا واتحاد نقابات العمال العامة واتحاد الأطباء الأتراك واتحاد غرف المهندسين والمهندسين المعماريين الأتراك قرارا بالإضراب عن التظاهرات لمدة يومين من يوم 11 أكتوبر اعتراضا على التفجير.[22]

### ردود الفعل الدولية
- رومانيا: أدان الرئيس الروماني كلاوس يوهانس الهجوم بشدة وأكد التزام رومانيا التام بمحاربة الإرهاب والتطرف من أي نوع.[23]
- الولايات المتحدة: أدانت السفارة الأمريكية في أنقرة الهجوم وأعربت عن تعازيها وتعاطفها مع أسر الضحايا.[24][25]
- السعودية: أدانت السعودية عبر مصدر مسؤول بوزارة الخارجية التفجير الإرهابي الذي شهدته أنقرة. وأكد المصدر تضامن المملكة العربية السعودية ووقوفها إلى جانب جمهورية تركيا في محاربة الإرهاب. واختتم المصدر المسؤول تصريحه بتقديم تعازي المملكة حكومة وشعبا لأسر الضحايا ولحكومة وشعب جمهورية تركيا.[26]
- إيران: أدانت المتحدثة باسم وزارة الخارجية الإيرانية مرضية أفخم التفجير الإرهابي الذي وقع في أنقرة والذي أدي إلي مقتل وإصابة عدد كثير من الأناس الأبرياء. وأعربت أفخم في تصريح لها اليوم السبت، عن الأسف والحزن لوقوع التفجير الإرهابي في أنقرة وأعلنت عن تعازي ومواساة جمهورية إيران الاسلامية للحكومة والشعب التركيين الشقيقين وكذلك عائلات ضحايا هذا الحادث.[27]